# Athletic Football Club Bournemouth 2019-2020
Questa voce raccoglie le informazioni riguardanti l'Athletic Football Club Bournemouth nelle competizioni ufficiali della stagione 2019-2020.

## Maglie e sponsor
| Casa | Trasferta | Terza divisa |

Sponsor ufficiale: M88 Mansion
Fornitore tecnico: Umbro

## Organico

### Rosa
Rosa e numerazione aggiornate al 3 luglio 2020.
| N. |                        | Ruolo | Calciatore                |
| -- | ---------------------- | ----- | ------------------------- |
| 2  | Inghilterra (bandiera) | D     | Simon Francis (capitano)  |
| 3  | Inghilterra (bandiera) | D     | Steve Cook                |
| 4  | Inghilterra (bandiera) | C     | Dan Gosling               |
| 6  | Inghilterra (bandiera) | C     | Andrew Surman             |
| 7  | Norvegia (bandiera)    | A     | Joshua King               |
| 8  | Colombia (bandiera)    | C     | Jefferson Lerma           |
| 9  | Inghilterra (bandiera) | A     | Dominic Solanke           |
| 11 | Inghilterra (bandiera) | D     | Charlie Daniels           |
| 12 | Inghilterra (bandiera) | P     | Aaron Ramsdale            |
| 13 | Inghilterra (bandiera) | A     | Callum Wilson             |
| 14 | Paesi Bassi (bandiera) | A     | Arnaut Groeneveld Danjuma |
| 15 | Inghilterra (bandiera) | D     | Adam Smith                |
| 16 | Inghilterra (bandiera) | C     | Lewis Cook                |

| N. |                        | Ruolo | Calciatore       |
| -- | ---------------------- | ----- | ---------------- |
| 17 | Inghilterra (bandiera) | D     | Jack Stacey      |
| 19 | Inghilterra (bandiera) | C     | Junior Stanislas |
| 20 | Galles (bandiera)      | C     | David Brooks     |
| 21 | Spagna (bandiera)      | D     | Diego Rico       |
| 22 | Galles (bandiera)      | A     | Harry Wilson     |
| 25 | Inghilterra (bandiera) | D     | Jack Simpson     |
| 26 | Inghilterra (bandiera) | D     | Lloyd Kelly      |
| 29 | Danimarca (bandiera)   | C     | Philip Billing   |
| 33 | Galles (bandiera)      | D     | Chris Mepham     |
| 42 | Irlanda (bandiera)     | P     | Mark Travers     |
| 44 | Inghilterra (bandiera) | A     | Sam Surridge     |
| 53 | Irlanda (bandiera)     | C     | Gavin Kilkenny   |